# Котоленди, Игнатий

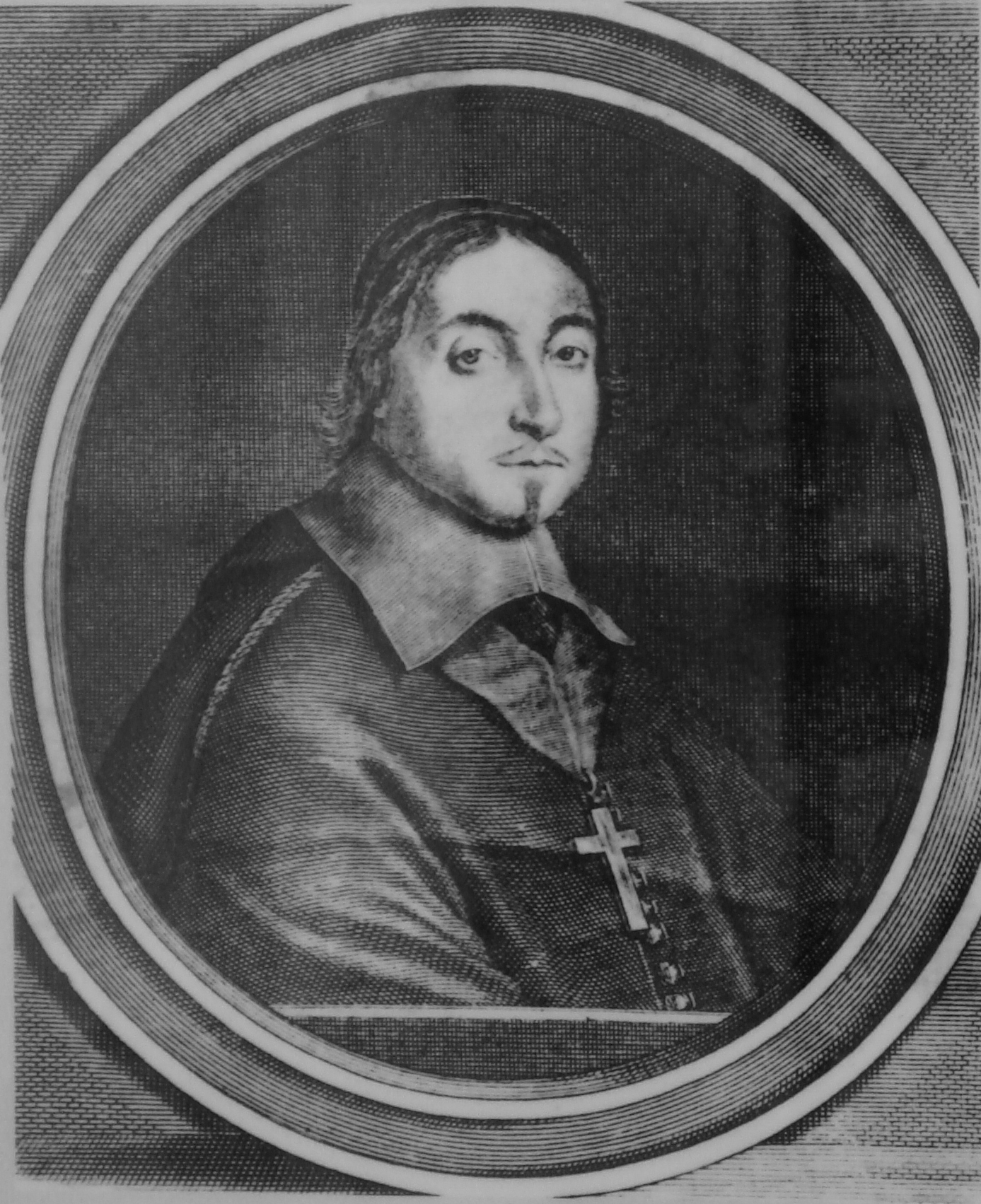
Игнатий Котоленди (1630—1662)

 Игнатий Котоленди  (фр. Ignace Cotolendi; 23 марта 1630, Бриньоль, департамент Вар, Франция — 16 августа 1662, Индия) — католический миссионер, первый епископ города Нанкин, Китай. Один из основателей миссионерской католической организации «Парижское Общество Заграничных Миссий».

## Биография
Игнатий Котоленди родился в городе Бриньоль, департамент Вар, Франция 23 марта 1630 года. В 1658 году Игнатий Котоленди вместе с Александром де Родом, Франсуа Паллю и Пьером Ламбером де ла Мотт основал миссионерскую организацию «Парижское Общество Заграничных Миссий». В 1660 году он был рукоположён в титулярного епископа Метеллополиса и назначен апостольским викарием Северо-Восточного Китая, Кореи и Тартарии. 3 сентября 1661 года он отправился через Персию и Индию в Сиам. Из-за болезни, застигнувшей его в дороге, он был вынужден остановиться в Индии, где он скончался 16 августа 1662 года, так и не достигнув своей епархии.

## Источник
- Mantienne, Frédéric. Monseigneur Pigneau de Béhaine Eglises d’Asie, Série Histoire. 1999. — ISSN 12756865, ISBN 2914402201
- Missions étrangères de Paris. 350 ans au service du Christ — Paris:Editeurs Malesherbes Publications, 2008. — ISBN 9782916828107